# Cantonul Aurec-sur-Loire
Cantonul Aurec-sur-Loire este un canton din arondismentul Yssingeaux, departamentul Haute-Loire, regiunea Auvergne, Franța.